# ووردینبورگ، کمون دانمارک
ووردینبورگ (به دانمارکی: Vordingborg Municipality) یک منطقهٔ مسکونی در دانمارک است که در استان شیلند واقع شده‌است. شهرداری ووردینبورگ ۶۲۱٫۰ کیلومتر مربع مساحت و ۴۵٬۹۲۵ نفر جمعیت دارد.